# صرخة الرعب (فلم)
صرخة الرعب (بالإنجليزية: Goosebumps) هو فيلم حركة وورعب كوميدي من إنتاج سنة 2015، مبني على سلسلة كتب للأطفال تحمل نفس العنوان للكاتب أر.أل ستاين. الفيلم من إخراج روب ليترمان وسيناريو دارين ليمك من قصة كتبها سكوت الكسندر ولاري كارشيسكي. الفيلم من بطولة جاك بلاك وأيمي رايان وديلين منت وأوديا راش وراين لي وجيليان بيل. التصوير الرئيسي بدأ بتاريخ 23 أبريل 2014 في أتلانتا وكونيرز وماديسون، وانتهى في 16 يوليو 2014.
صدر صرخة الرعب في 16 أكتوبر 2015، وتلقى ردود فعل إيجابية من معظم النقاد.

## القصة

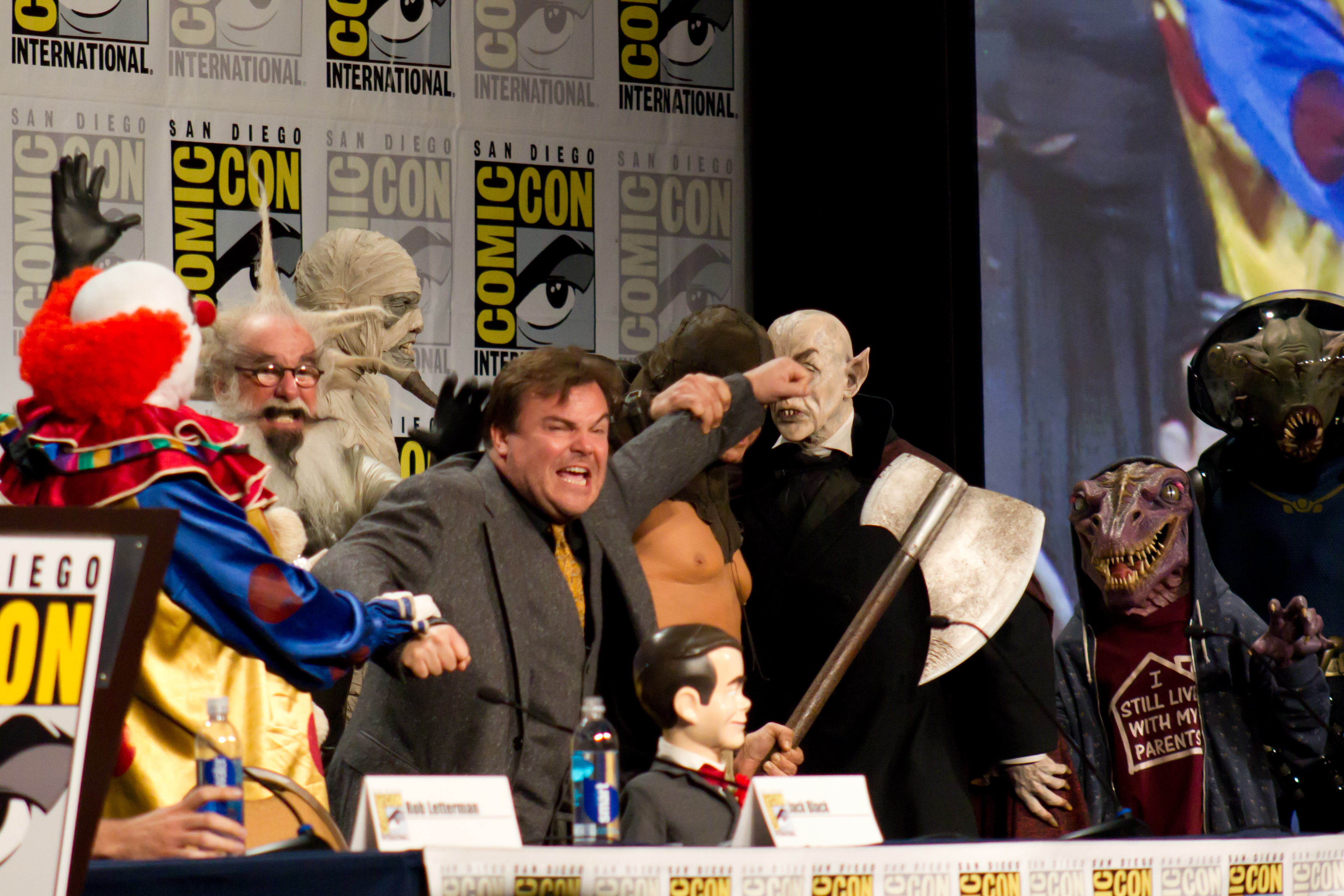
جاك بلاك عام 2014

بعد أنتقاله إلى بلدة صغيرة، يتعرف الفتى المراهق زاك على جارته الجديد هانا ووالدها أر.أل ستاين الذي كتبَ صرخة الرعب وابقى جميع الوحوش والأشباح محبوسة داخل الصفحات. يفتح زاك وصديقه تشامب أحد كتب أر.أل ستاين مما يؤدي إلى إطلاق جميع الكائنات من الصفحات. الآن يتوجب على زاك وهانا وستاين التعاون معاً لإرجاع الكائنات قبل أن يجتاحوا البلدة ويؤذوا الناس.

## وصلات خارجية
- مقالات تستعمل روابط فنية بلا صلة مع ويكي بيانات